# Chropov
Chropov (ungarisch Sziklabánya – bis 1907 Chropó, deutsch Kroppau) ist eine Gemeinde im Westen der Slowakei mit 369 Einwohnern (Stand 31. Dezember 2024), die zum Okres Skalica, einem Kreis des Trnavský kraj, gehört und in der traditionellen Landschaft Záhorie liegt.

## Geographie

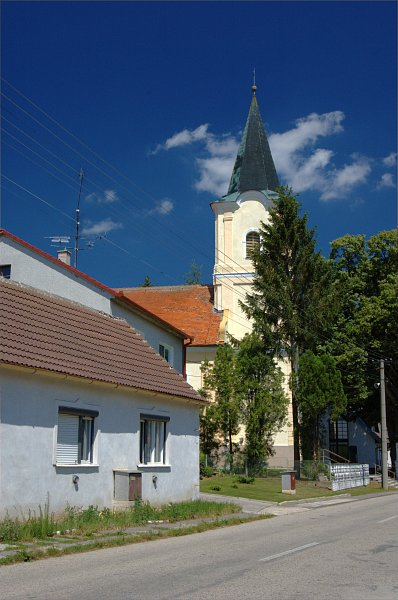
Kirche in Chropov

Die Gemeinde befindet sich im Ostteil des Hügellands Chvojnická pahorkatina am Fuße der Weißen Karpaten im Tal des Baches Chropovský potok (im örtlichen Dialekt Chropúvka). Das Ortszentrum liegt auf einer Höhe von 246 m n.m. und ist jeweils 13 Kilometer von Holíč und Skalica sowie 17 Kilometer von Senica entfernt.
Nachbargemeinden sind Koválovec im Norden, sehr kurz Skalica und Radějov (CZ) im Nordosten, Chvojnica und Častkov im Osten, Lopašov im Süden und Radošovce im Westen.

## Geschichte
Chropov wurde zum ersten Mal 1394 als Kropow in einer Urkunde des Neutraer Kapitels schriftlich erwähnt (einige Quellen nennen noch Erwähnung aus dem Jahr 1262 als Rupow, die sich aber auf den untergegangenen Ort Ropov bei Osuské beziehen soll). Damals gehörte das Dorf zum Herrschaftsgut der Burg Branč, ab dem 16. Jahrhundert war es Besitz mehrerer Geschlechter, darunter Nyáry. 1715 hatte Chropov Weingärten, 1752 wohnten im Ort 107 Familien. Haupteinnahmequellen der Bevölkerung waren Landwirtschaft und Weinbau.
Bis 1918 gehörte der im Komitat Neutra liegende Ort zum Königreich Ungarn und kam danach zur Tschechoslowakei beziehungsweise heute Slowakei. In der ersten tschechoslowakischen Republik gab es in Chropov Sägen, Schmiedeessen und Ziegeleien, ärmere Einwohner fanden Arbeit im Wald.

## Bevölkerung
| Jahr                | 1994 | 2004    | 2014     | 2024    |
| ------------------- | ---- | ------- | -------- | ------- |
| Anzahl der Personen | 354  | 357     | 393      | 369     |
| Unterschied         |      | +0,84 % | +10,08 % | −6,10 % |

| Jahr                | 2023 | 2024    |
| ------------------- | ---- | ------- |
| Anzahl der Personen | 373  | 369     |
| Unterschied         |      | −1,07 % |

Nach der Volkszählung 2011 wohnten in Chropov 374 Einwohner, davon 359 Slowaken sowie jeweils 2 Roma und Tschechen. 11 Einwohner machten keine Angabe zur Ethnie. 322 Einwohner bekannten sich zur römisch-katholischen Kirche, 12 Einwohner zur Evangelischen Kirche A. B. und 1 Einwohner zur evangelisch-methodistischen Kirche. 6 Einwohner waren konfessionslos und bei 33 Einwohnern wurde die Konfession nicht ermittelt.

## Bauwerke
- römisch-katholische Johannes-Nepomuk-Kirche im Barockstil aus dem Jahr 1768